# کارمینیانو
کارمینیانو (به ایتالیایی:Carmignano) یک کومونه در ایتالیا است که در استان پراتو واقع شده‌است.

## خصوصیات
کارمینیانو ۳۸٫۶ کیلومترمربع مساحت و ۱۴٬۰۶۷ نفر جمعیت دارد و ۱۸۹ متر بالاتر از سطح دریا واقع شده‌است.

## خواهرخوانده
شهرهای Bir Gandus و روان (فرانسه) خواهرخوانده‌های کارمینیانو هستند.

## نگارخانه

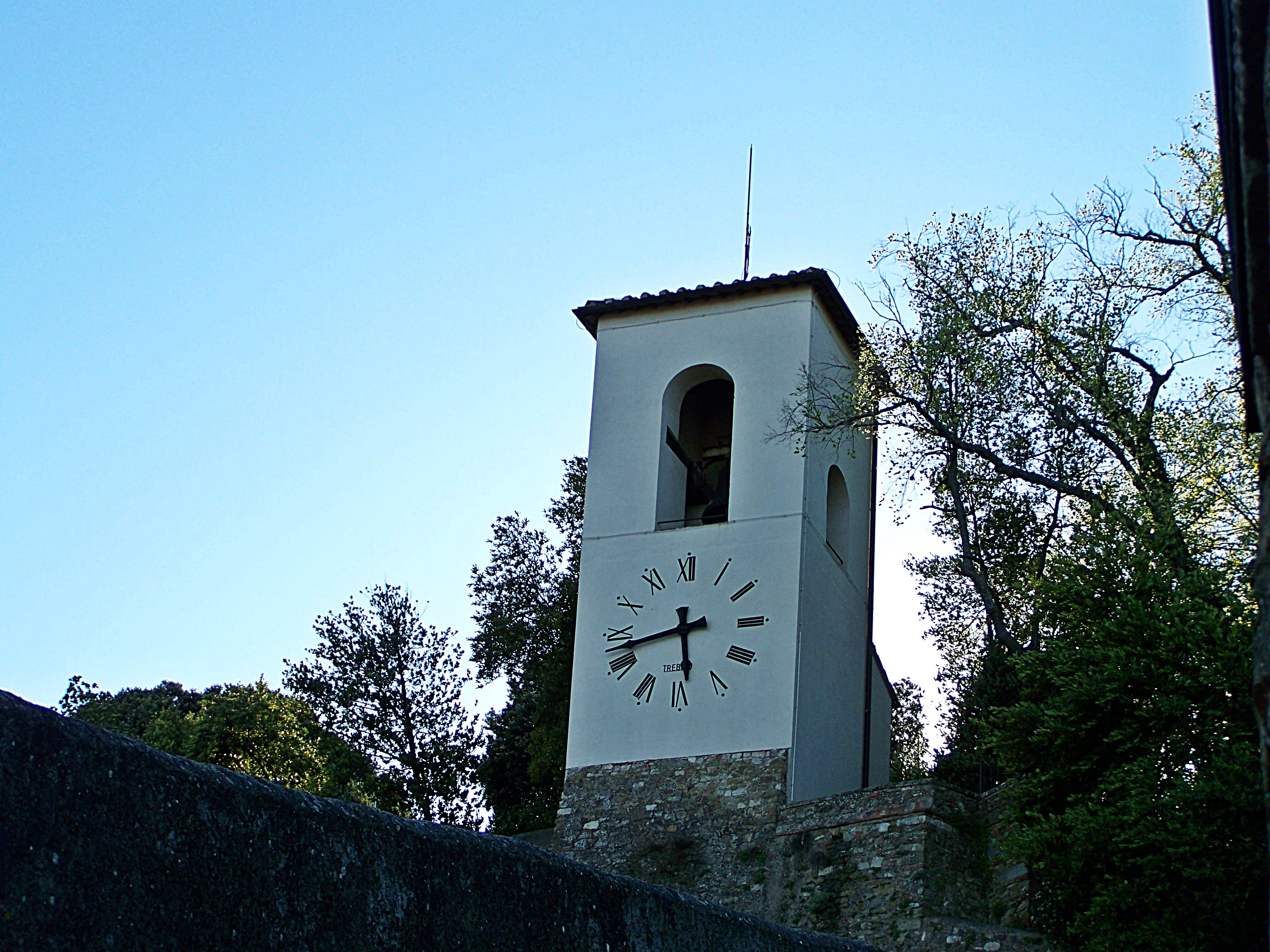
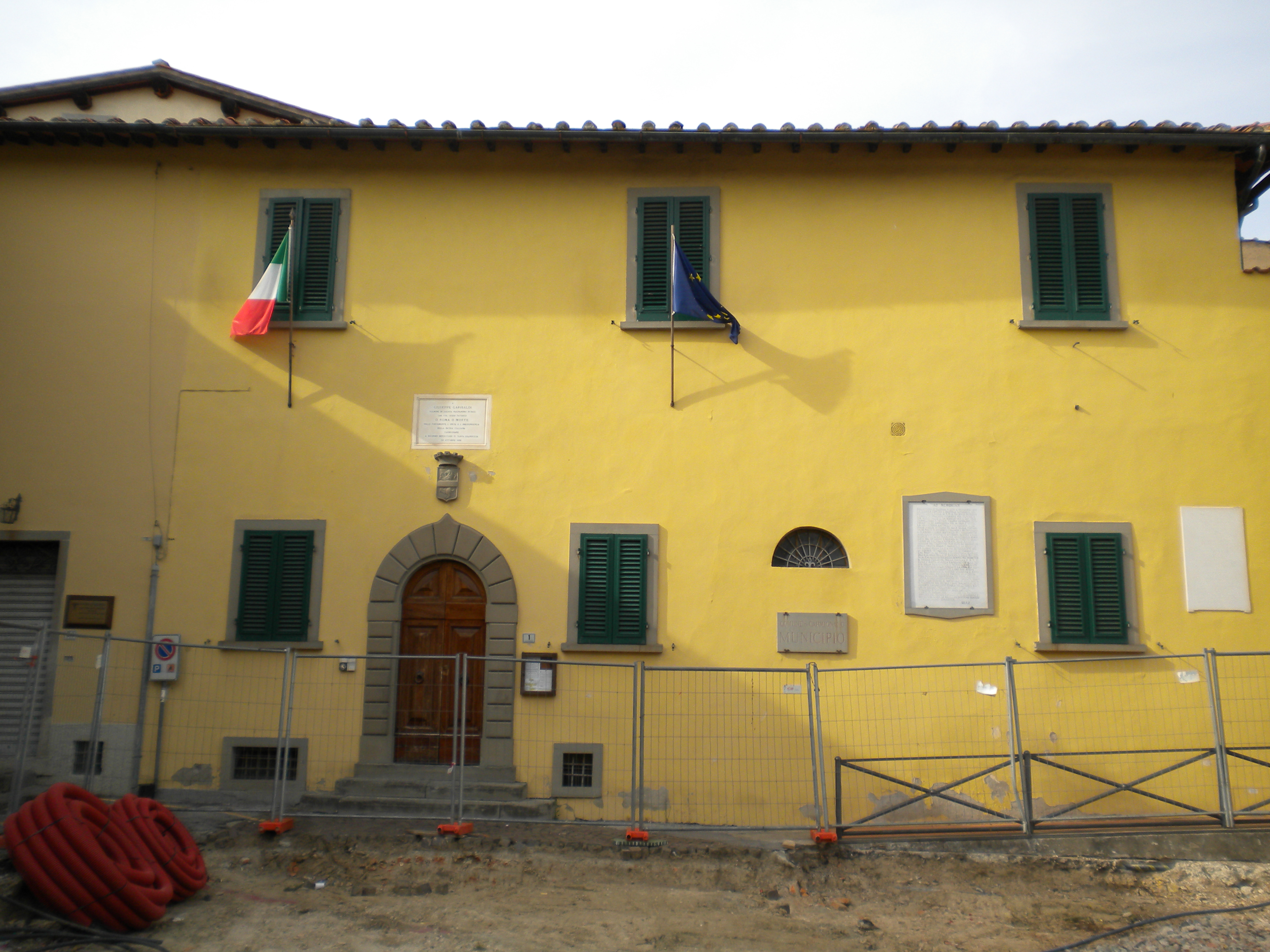
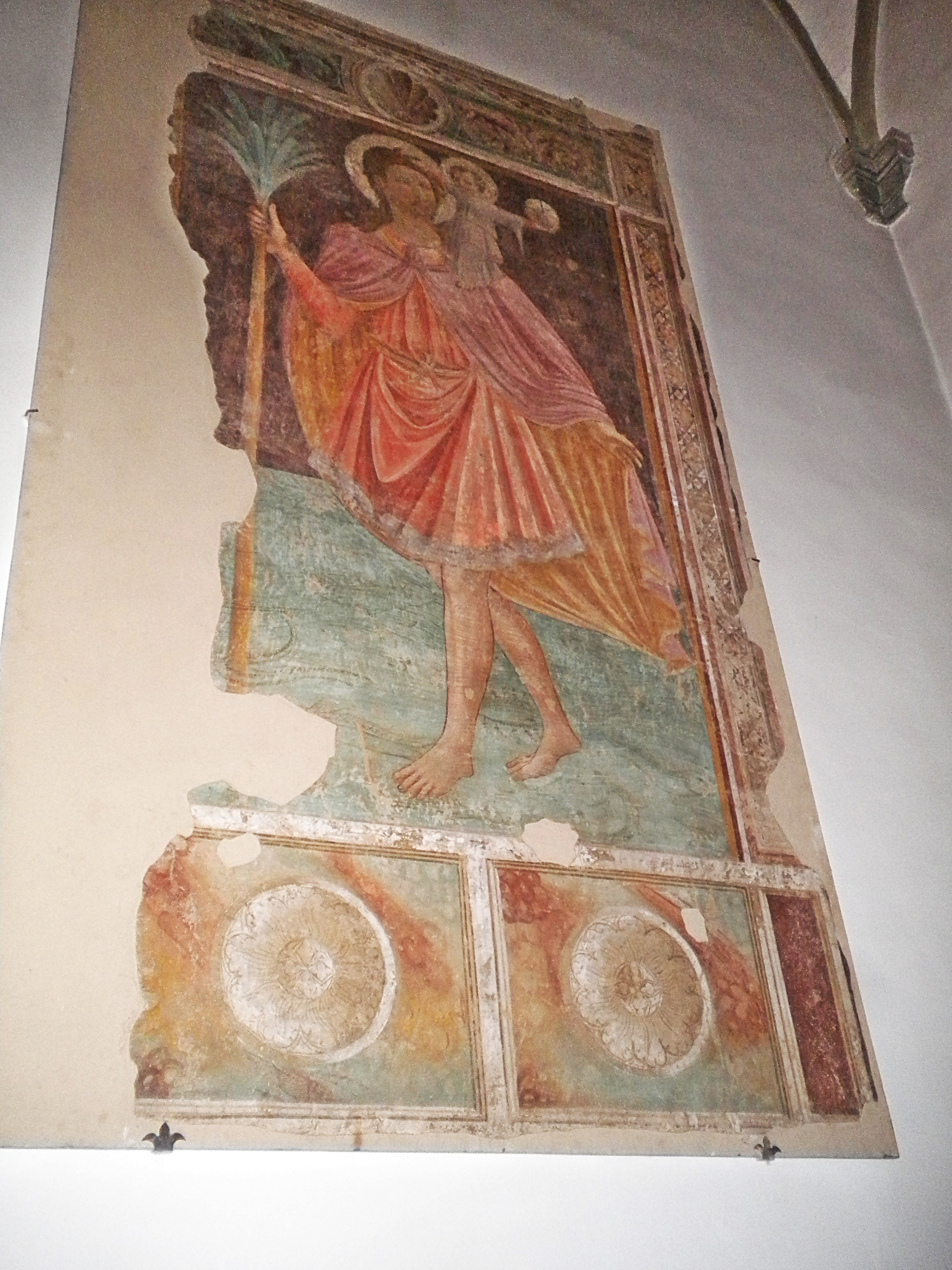
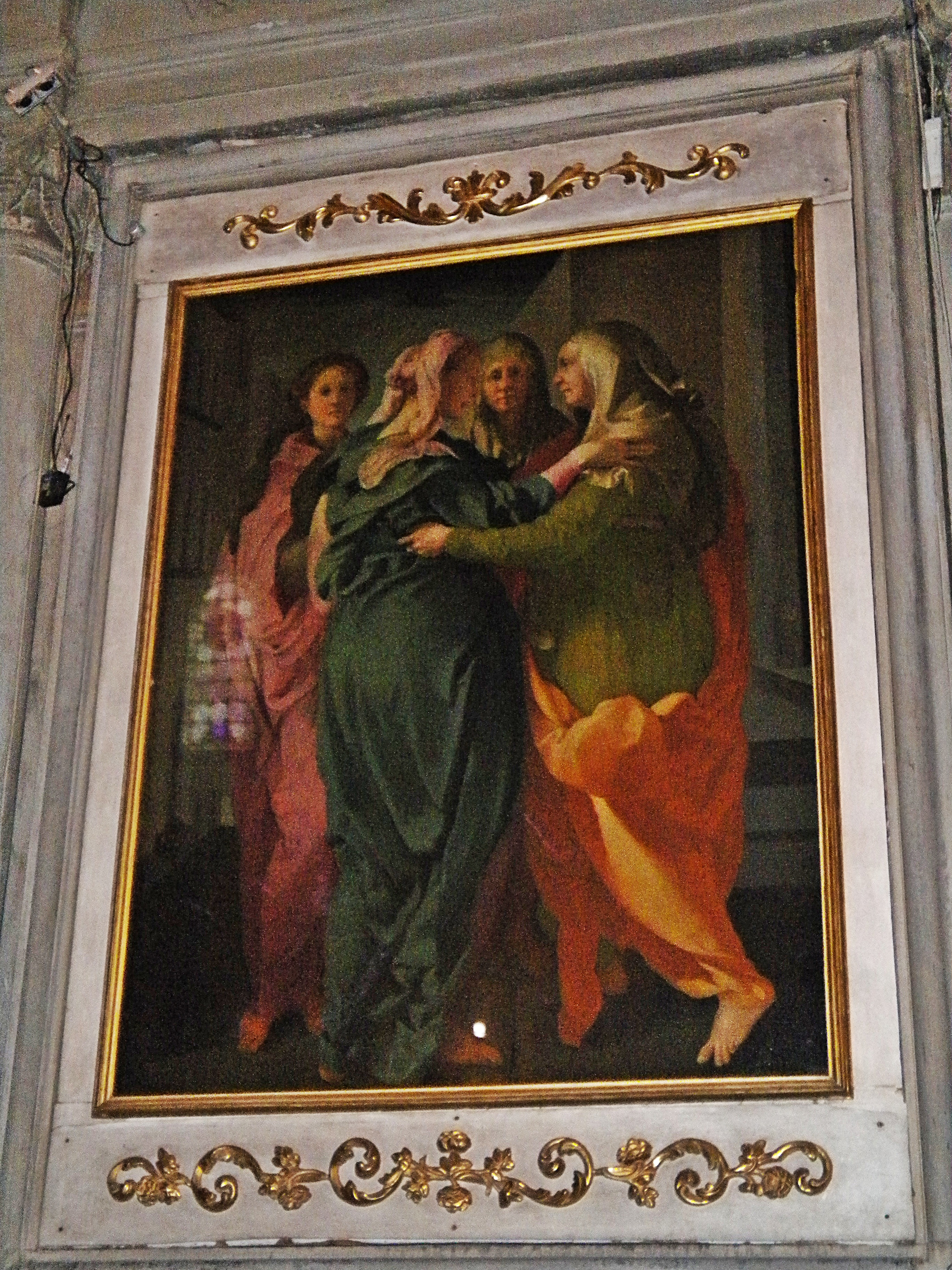
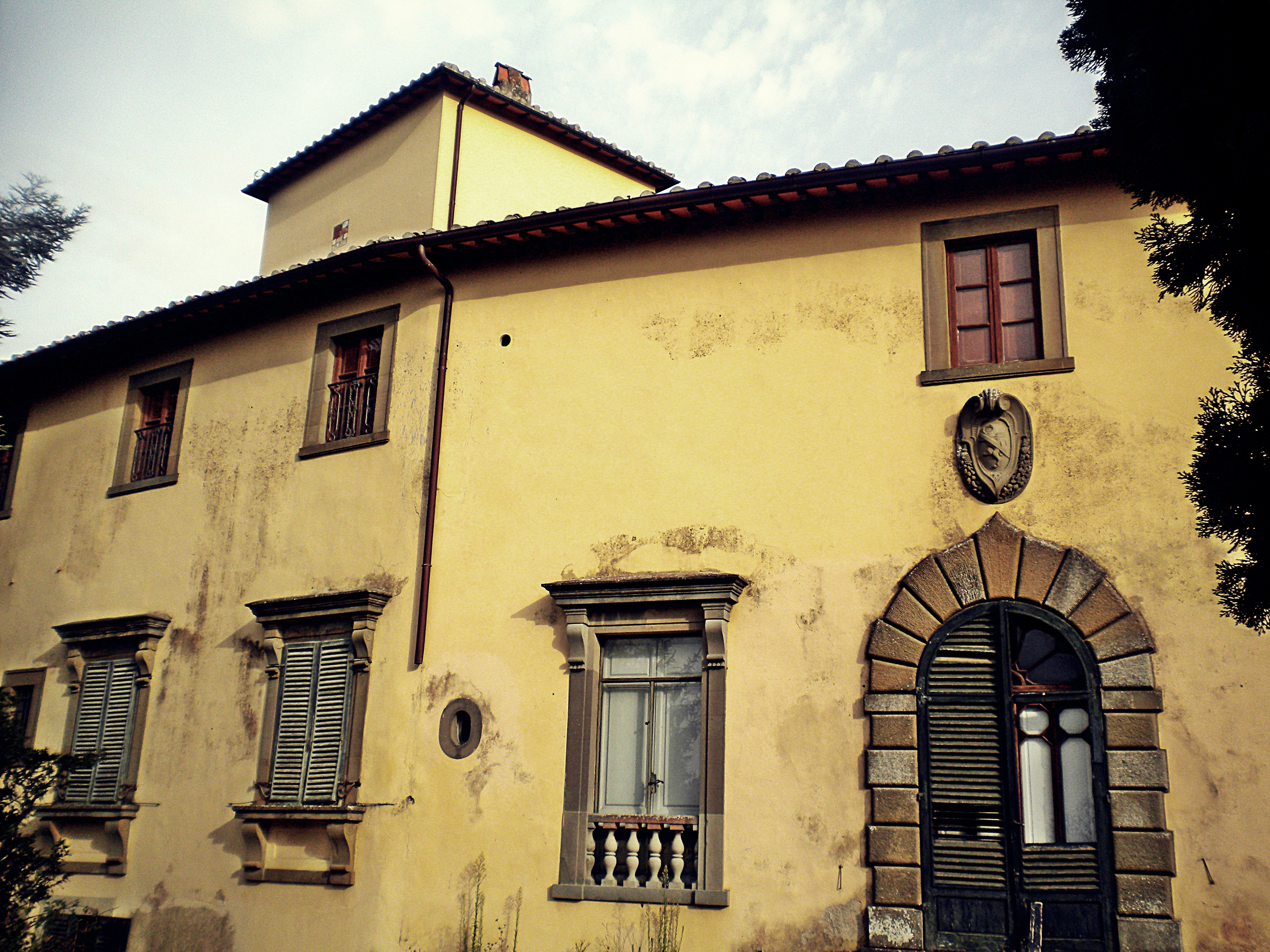
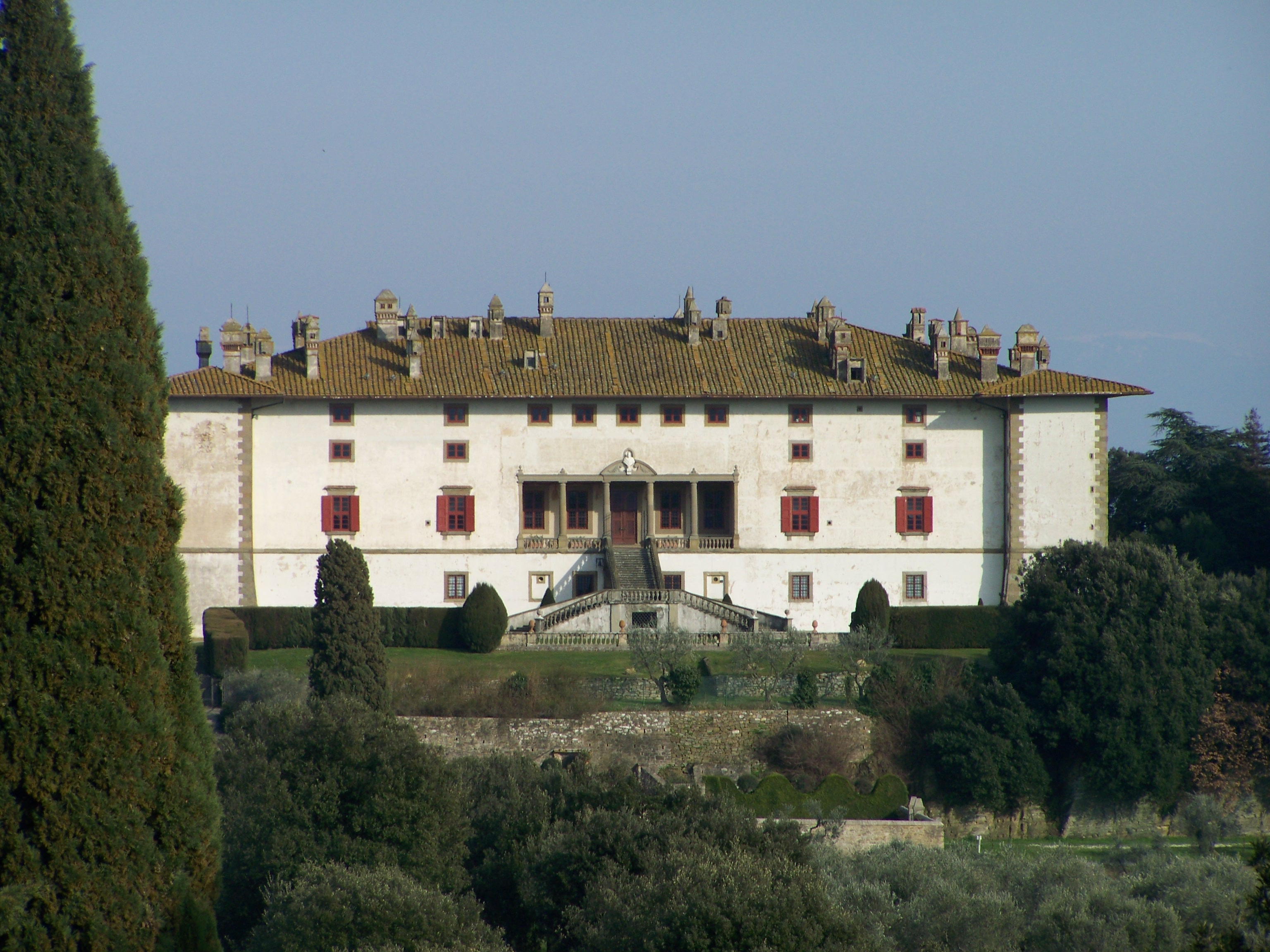
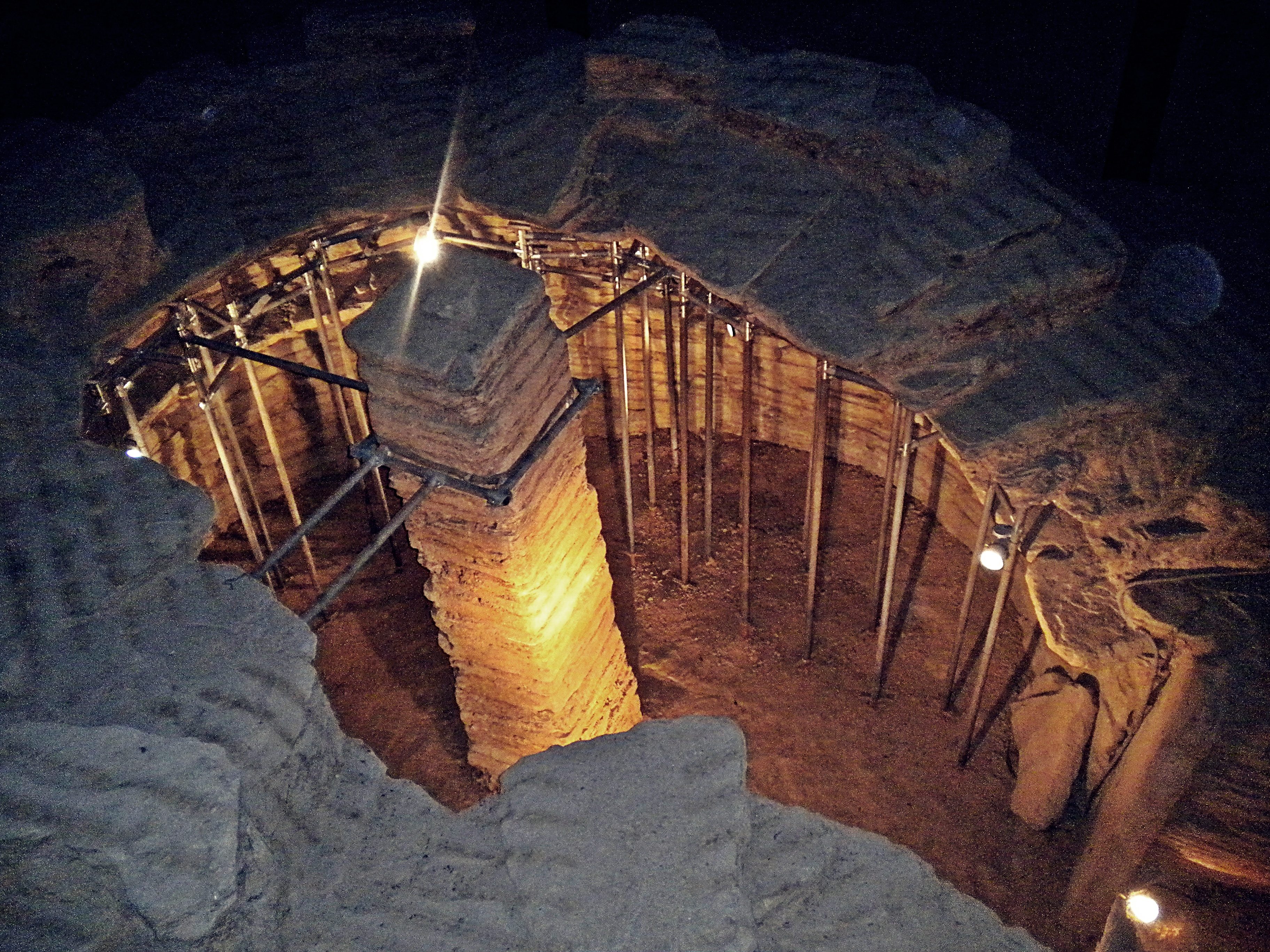
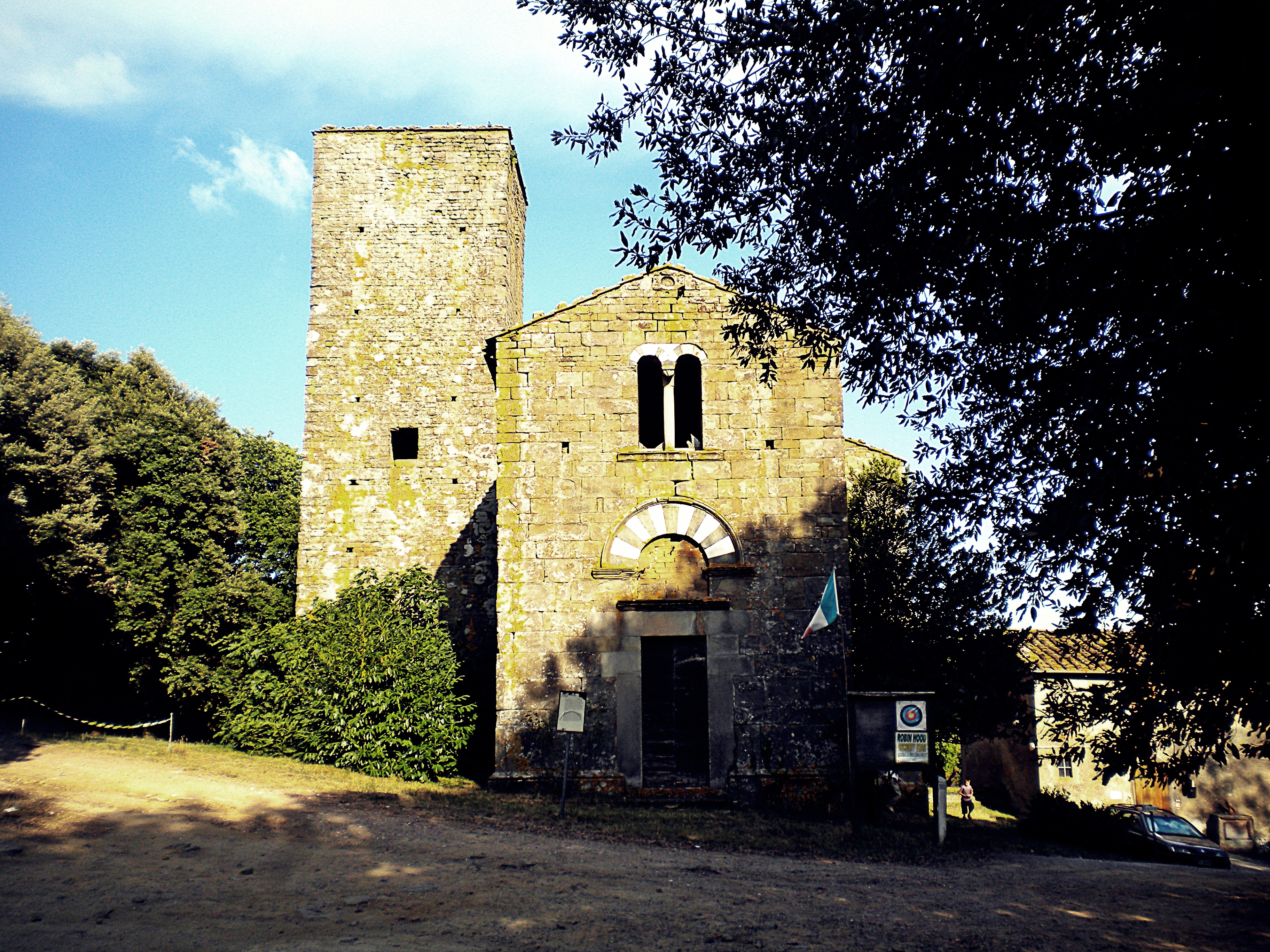
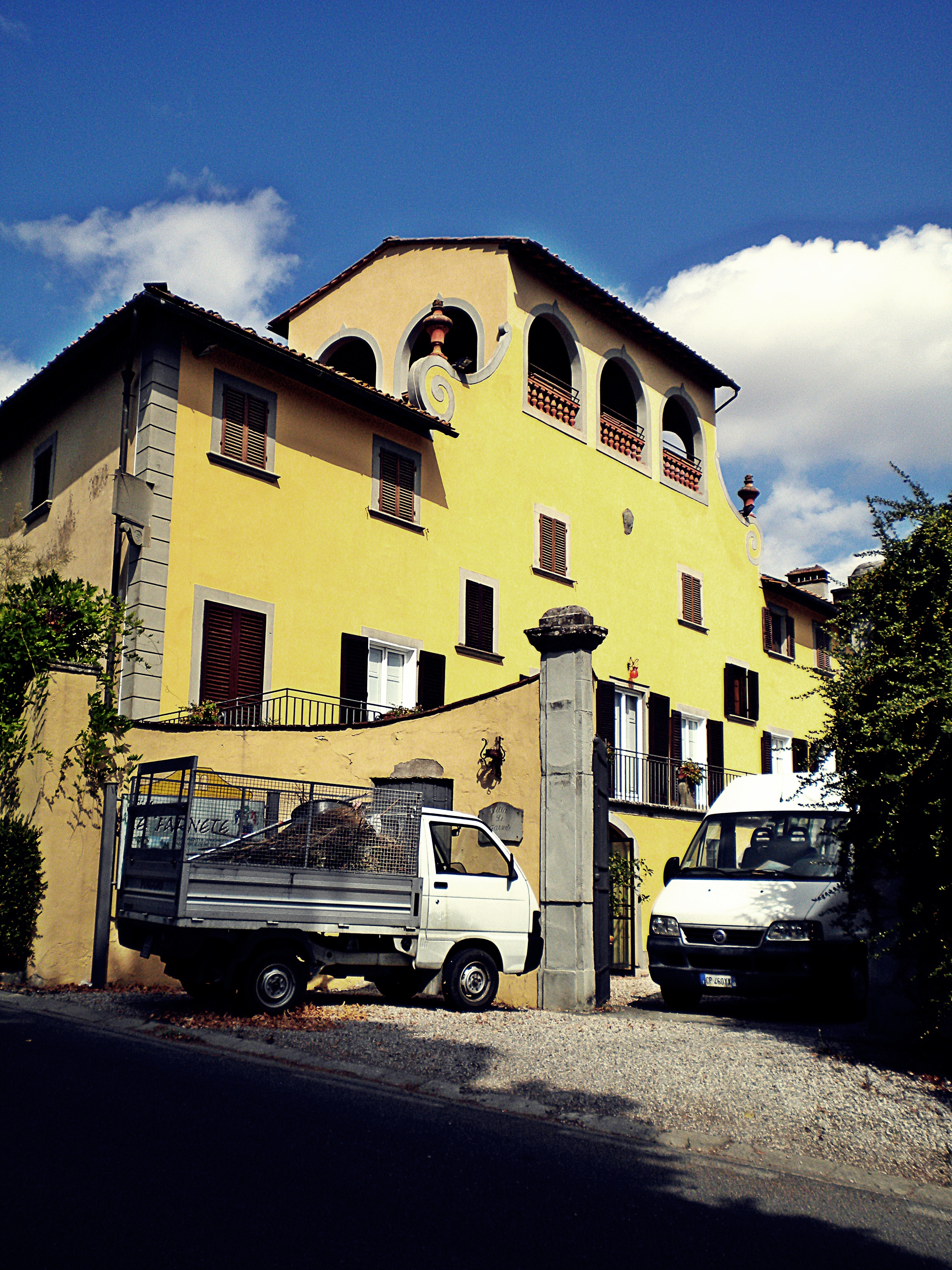
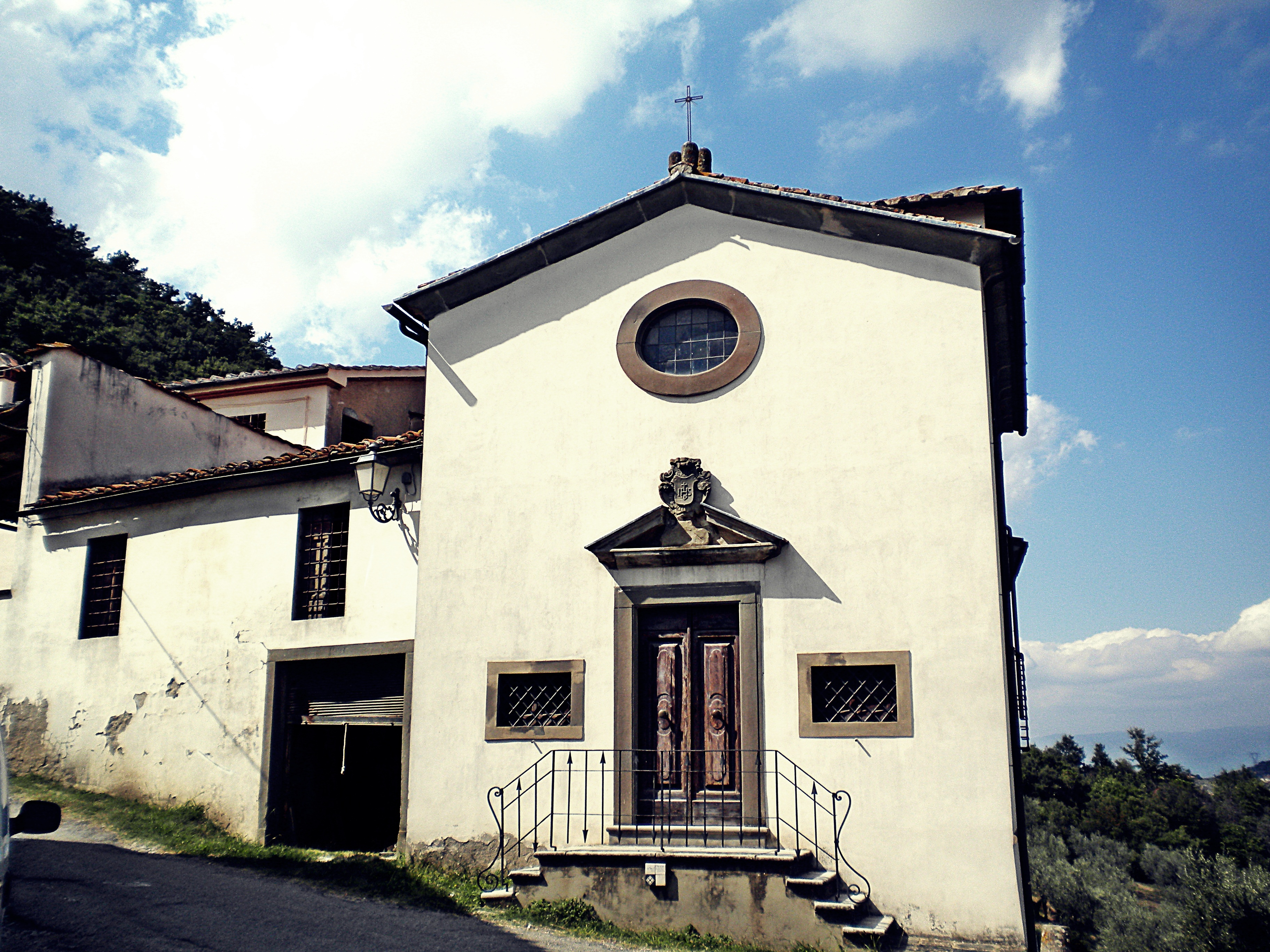
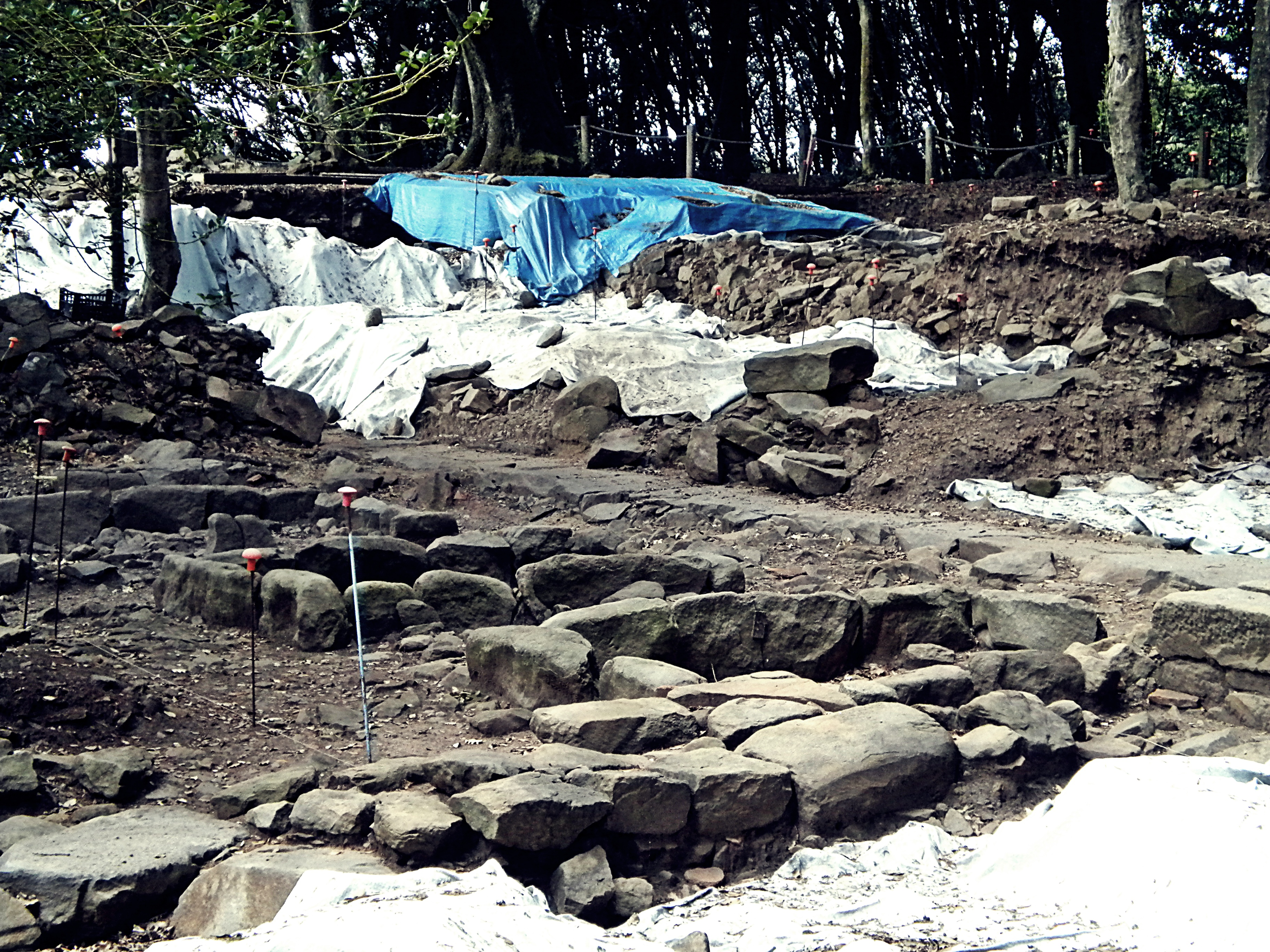
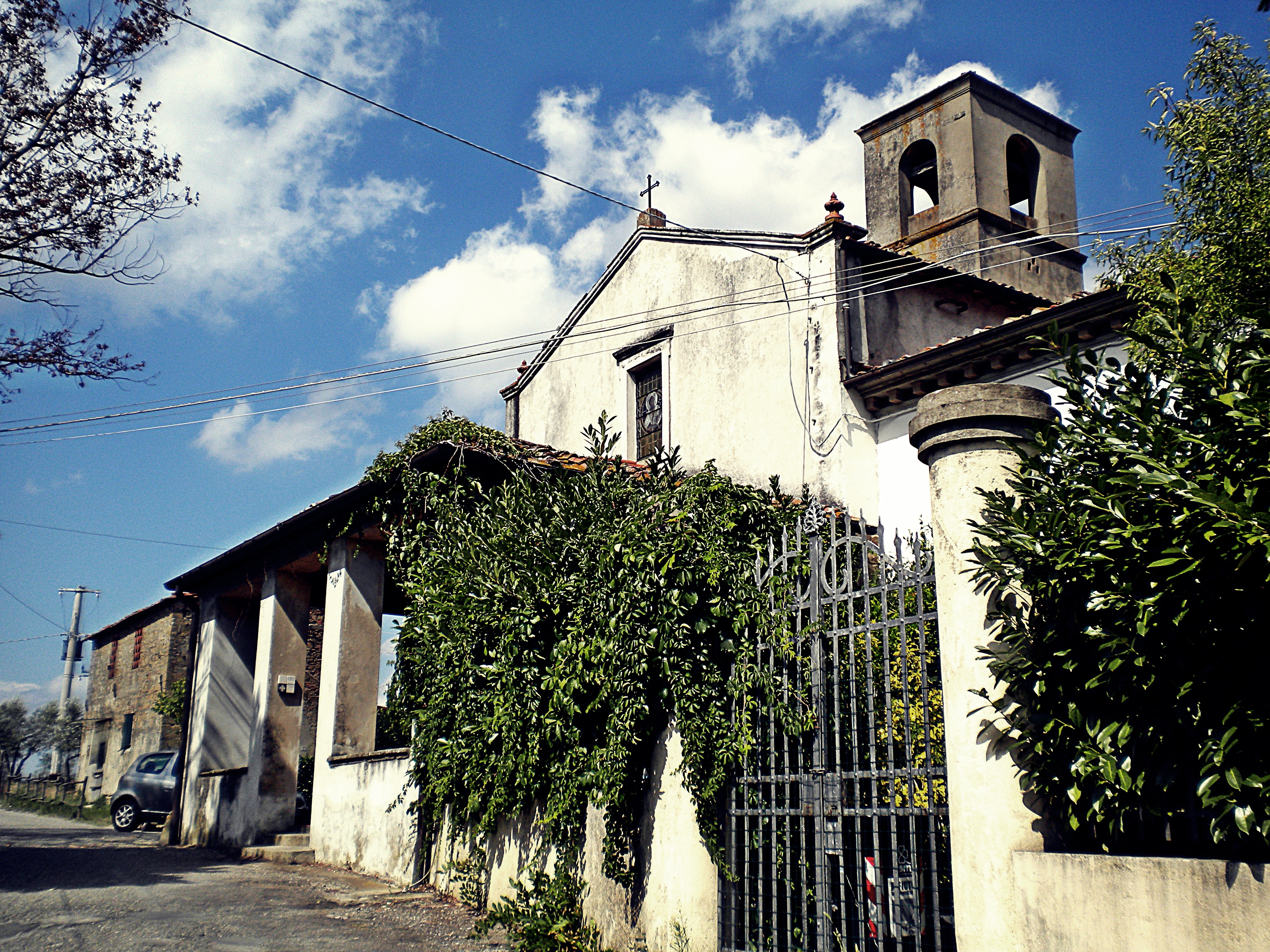
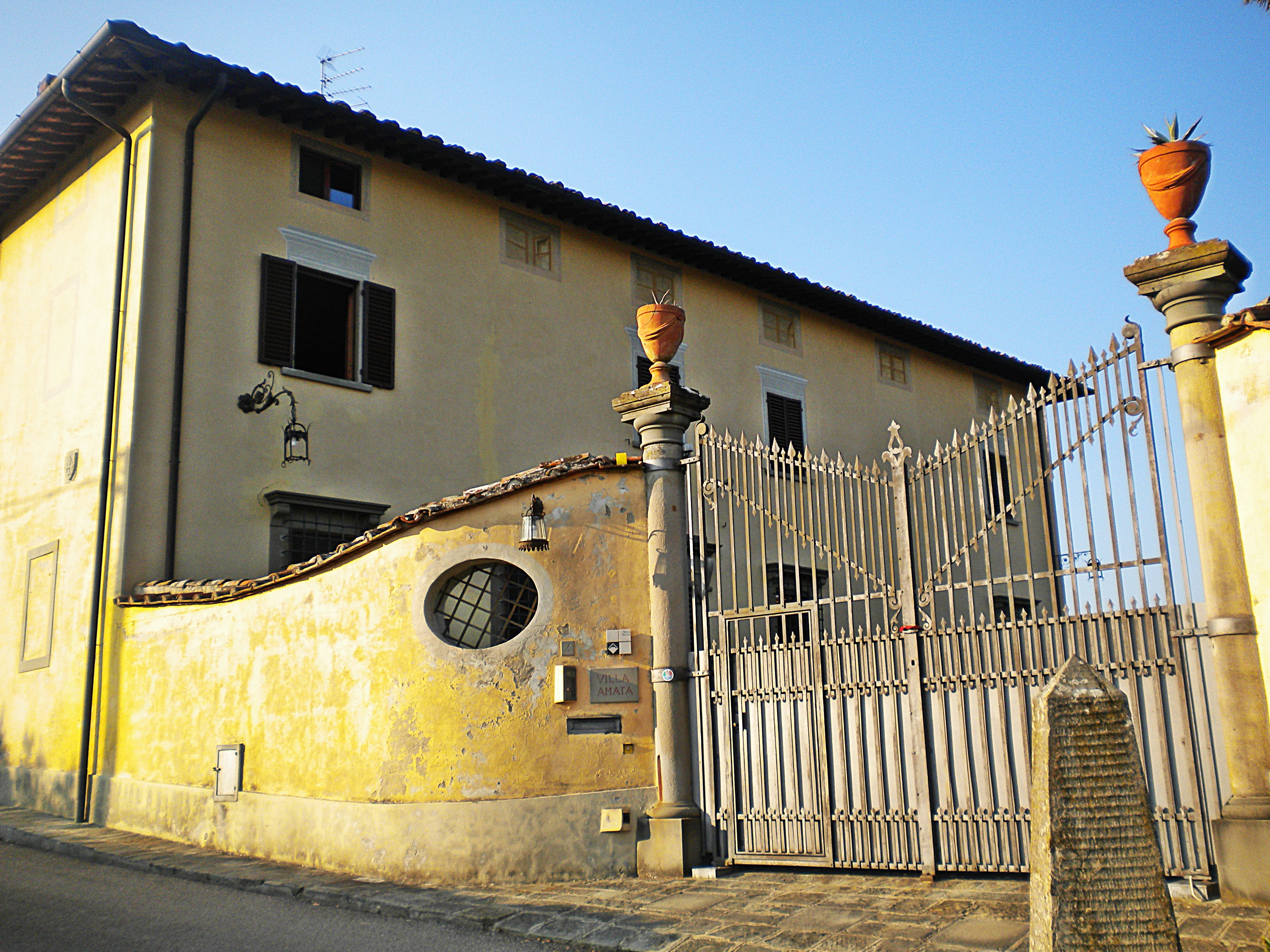